# Eryngium cylindricum
Eryngium cylindricum là một loài thực vật có hoa trong họ Hoa tán. Loài này được Larrañaga mô tả khoa học đầu tiên năm 1923.